# Little Boots
Victoria Christina Hesketh (Blackpool, 4 de maio de 1984), conhecida pelo seu nome artístico Little Boots, é uma cantora e compositora de electropop britânica. Influenciada por aulas de piano, começou a tocar numa banda chamada Dead Disco, e depois de alguns lançamentos seguiu em carreira solo. Venceu o BBC Sound of 2009, antes mesmo de seu álbum de estreia, Hands, ser lançado, tendo grande atenção da mídia.
Hands debutou na posição de número cinco na parada UK Albums Chart e vinte na Irish Albums Chart, alcançando críticas geralmente positivas, além de uma grande repercussão devido seus singles "New in Town", "Remedy" e "Earthquake".
Seu nome artístico é um apelido dado pelo seu amigo, que depois de assistir ao filme Caligola, que tinha também como apelido "Little Boots" (em português: pequenas botas), mas na verdade é uma referência aos seus pés pequenos.

## Biografia

### Infância e adolescência
Hesketh nasceu em Thorton-Cleveleys, Lancashire. Seu pai tem um emprego em vendas de carro e sua mãe é uma escritora. Ela é a mais velha entre seus 3 irmãos e foi criada na área de Thorton, entre Blackpool e Fleetwood, Lancashire.
Com cinco anos Victoria tocou piano e começou a ter aulas com seis anos, depois teve aulas com Arthur Lingings e eventualmente ganhou uma bolsa de estudos na área de música. Durante esse tempo ela foi ensinada a como tocar flauta, foi membra de uma escola de coral e viajava regularmente para Manchester para ter aulas em sua harpa. Treinou inicialmente o canto clássico, ensinado por Janet Wunderley. Com 13 anos ela já estava a escrever suas próprias músicas.
Hesketh participou do Rossal School, em Fleetwood e depois Blackpool Sixth Form College; foi duarante essa época que Victoria Hesketh entrou para a competição de talentos da ITV search Pop Idol com 16 anos. Quando estava a atingir o terceiro round, ela foi eliminada pelos produtores do programa e não alcançou os julgamentos dos juízes. Ela afirmou que "Isso me deu uma pele mais espessa e me fez perceber que isso não era um atalho para chegar onde eu queria estar".
Depois de cantar com a "Lancashire Youth Jazz Orchestra" e performar com um trio de jazz por um tempo, Hesketh decidiu priorizar sua educação e estudou estudos culturais na "University of Leeds", atingindo altas notas. Foi durante seu tempo nessa universidade que Victoria, junto com suas companheiras de estudo, formaram uma banda composta só por garotas chamada Dead Disco, a própria Victoria Hesketh eventualmente tornou-se a vocalista principal. Também teve aulas individuais de canto e piano no Colégio de Música de Leeds.

### 2005-2008: Dead Disco
Enquanto estudava na Universidade de Leeds, Hesketh respondeu a uma propaganda online por Lucy Catherwood e Marie France a procura de uma vocalista para formar uma banda. Compartilhando um interesse e amor por The Killers, Ladytron, The Rapture e Siouxsie & the Banshees, elas formaram a banda de electro/indie pop, Dead Disco, em Agosto de 2005. A banda crio seu nome a partir de palavras aleatórias pegadas de um chapéu. Com Dead Disco, Hesketh cantou nos vocais e tocou teclado, com Catherwood na guitarra e France no baixo e nas vozes de fundo.
Com apenas poucas músicas escritas, Dead Disco começou a tocar em várias apresentações ao redor do norte da Inglaterra; a apresentação delas ao vivo no título do evento "In The City" ganhou reconhecimento o suficiente para ganhar uma gravação com James Ford. Trabalhando com Ford em seu estúdio em Londres, a banda emitiu o lançamento limitado de seu primeiro Single "The Treatment" em Abril de 2006 com o selo da gravadora High Voltage. Seu segundo lançamento "City Place" foi realizado digitalmente apenas através da Playlouder Records.
Com o sucesso de várias apresentações esgotadas e uma aparição no Carling Leeds Festival, a banda foi a Los Angeles para gravar seu primeiro álbum ao lado de Greg Kurstin. De qualquer maneira, foi por aí que Victoria começou a escrever que não se encaixavam com o estilo "indie" da banda. Escolhendo uma nova direção musical, Victoria saiu da banda; Elas então revelaram oficialmente o fim da banda em sua página do MySpace em Dezembro de 2008. Em uma entrevista com The Times online, Hesketh falou sobre seu deslocamento gradual da banda - "O tempo todo eu estava a esconder minhas próprias músicas e finalmente eu tive de escolher o tipo de música que eu atualmente queria ouvir... Antes eu costumava pensar 'O que faria um performer de jazz?' ou 'O que a banda faria?' - Agora é tão fácil porque é 'O que eu faria?' Sou só eu.". Em uma entrevista após essa, Hesketh notou que o selo/gravadora da banda estava pressionando o grupo a ter um tipo determinado de música e que ela e suas colegas de banda perderam a confidência nela porque ela queria escrever  músicas "elegantes".

### 2009-Hands
Com sua saída do Dead Disco em agosto de 2007, Hesketh decidiu começar sua carreira solo na música pop. Retornando à casa de seus pais, Hesketh começou a gravar vários covers de músicas pop por artistas como Girls Aloud, Wham! e Miley Cyrus e postou eles nas redes sociais YouTube e MySpace.
Com um ano, ela reduziu a lista de suas músicas para criar um álbum e para contatar Greg Kurstin, com quem ela já havia trabalhado antes durante o Dead Disco, Victoria Hesketh iniciou a produção de seu primeiro álbum "Hands". No início de 2008 ela começou a usar seu nome artístico "Little Boots". "Hands" foi gravado em Los Angeles com Greg Kurstin e Joe Goddard, e em Janeiro de 2009 ela tinha começado a compilar as faixas do álbum. Durante esse período, Victoria Hesketh cobriu as enquetes da BBC Sound of Music 2009 a frente com as preferências de White Lies, Florence and the Machine e Empire of The Sun, chamando atenção da midia sobre si, antes mesmo de seu álbum ser lançado.
"Hands" foi lançado em 8 de junho de 2009, além de uma edição limitada de vinil 12-polegadas do álbum que foi lançado no dia 10 de junho, que foi limitado a 1000 cópias. Hands alcançou #5 nos charts do Reino Unido. O álbum e produziu o hit top 20 "New in Town e o hit top 10 "Remedy". O álbum está a fazer sucesso também na Europa e Japão.
As críticas ao álbum são no geral favoráveis, gerando uma pontuação de 70 na Metacritic. Em uma review para MusicOMH.com, Michael Cragg chamou o álbum de "uma bem trabalhada, gloriosa gravação pop", o crítico da ClashMusic.com Joe Zadeh discordou, escrevendo que o álbum "cai nas tentativas das vitimas de ultrapassar mais fronteiras que o necessário, e que ironicamente perde a concentração do ouvinte mais sério.", David Renshaw do Gigwise.com descreveu "Hands" como "um grande álbum pop" que causa uma certa rivalidade com Lady GaGa, Girls Aloud ou Lily Allen.", Ben Thompson do The Guardian escreveu que a produção do álbum foi diversa e chamou a faixa "Symmetry" um dueto com Philip Oakey, um "feliz cruzamento geracional mano-a-mano", o crítico da NME, Emily Mackay escreveu que "Little Boots nos traz uma história inspiradora de realização pessoal." e chamou o álbum de "brilhante." Pete Paphides do The Times, nomeou a faixa "Stuck on Repeat" como o "melhor momento". Hesketh foi igualmente nomeada para BRIT escolhas criticas em 2009. Little Boots esteve na revista Esquire na lista de os 60 "Britânicos Brilhantes 2009". Little Boots foi nomeada uma artista de 2009 para assistir pela Rolling Stone Magazine.
Victoria Hesketh colaborou com o ilustrador/artista Chrissie Abbott para o encarte do álbum. O encarte do álbum foi comparado com o encarte de "The Dark Side of the Moon" do Pink Floyd por causa de seu design geométrico com um ar de contos de fada.
2010 - Atualmente
Victoria continua a trabalhar no seu segundo álbum de estúdio que tem como data de lançamento prevista 2012 (segundo a Própria), tendo já revelado duas das novas faixas, a primeira a ser revelada foi Cressendo e foi apresentada pela primeira vez em Beijing - China, tendo sido ouvida apenas mais uma vez, em Cascais - Portugal, durante o concerto de encerramento do America's Cup, onde revelou a segunda faixa em primeira mão, intitulada "Motorway", uma faixa bem recebida pelos presentes no recinto e que já esta a ser ouvida um pouco por todo o mundo através dos vídeos publicados por fãs no Youtube.

### Illuminations
No dia 9 de Junho de 2009, Little Boots lançou uma EP chamada Illuminations nos Estados Unidos e Canadá. Essa EP inclui "Stuck on Repeat", "New in Town", "Magical", "Love Kills" (cover de Freddie Mercury) e "Not Now" (que só está disponível na versão dos EUA). A EP foi desenhada para ajudar a relançar a Elektra Records. A EP alcançou a 14ª posição no chart de Dance/Eletronica da Billboard em 27 de Junho de 2009.

## Discografia
- Hands (2009)
- Dead Disco(2005-2008)
- Nocturnes(2013)
- Working Girl (2015)